# Fijocrypta vitilevu
Fijocrypta vitilevu là một loài nhện trong họ Barychelidae. Loài này phân bố ờ Fiji.